# Springtime (filme)
Springtime é um curta-metragem de comédia mudo norte-americano, realizado em 1920, com o ator cômico Oliver Hardy.

## Elenco
- Jimmy Aubrey
- Dixie Lamont
- Oliver Hardy - (como Babe Hardy)
- Evelyn Nelson